# Batalha de Kiev (1918)
A Batalha de Kiev (1918) o ataque das tropas soviéticas a Kiev, a então capital da República Popular da Ucrânia, depois da qual o governo ucraniano deixou temporariamente a cidade, levando a uma série de tiroteios contra a população civil da cidade durante o Terror Vermelho.

## História

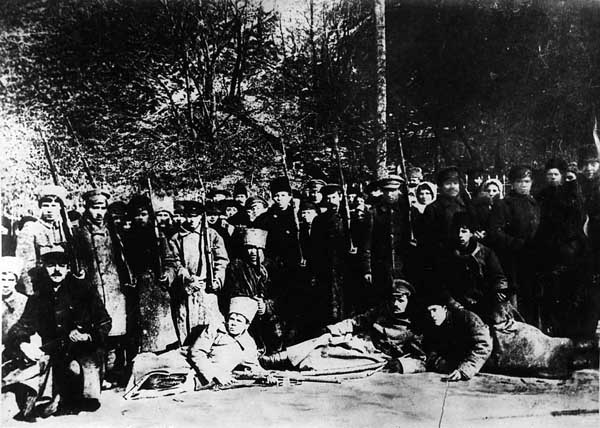
A unidade do Exército Vermelho que participou do ataque

Após a Batalha de Kruty, que conseguiu atrasar o avanço bolchevique sobre Kiev e deu tempo aos que queriam evacuar, o Exército Vermelho aproximou-se dos arredores de Kiev em 4 de fevereiro de 1918, onde Mikhail Muravyov deu a ordem para iniciar o ataque . Durante a captura de Kiev, foram utilizados gases venenosos, houve bombardeios massivos que não pararam por vários dias, durante 3 dias as explosões não pararam por um minuto (até 15.000 projéteis), como resultado, entre outras coisas , a casa de Mykhailo Hrushevsky foi destruída . O facto de a liderança soviética não ter tentado esconder o uso de armas químicas não é surpreendente, porque as armas químicas foram proibidas apenas em 1925 pelo Protocolo de Genebra .

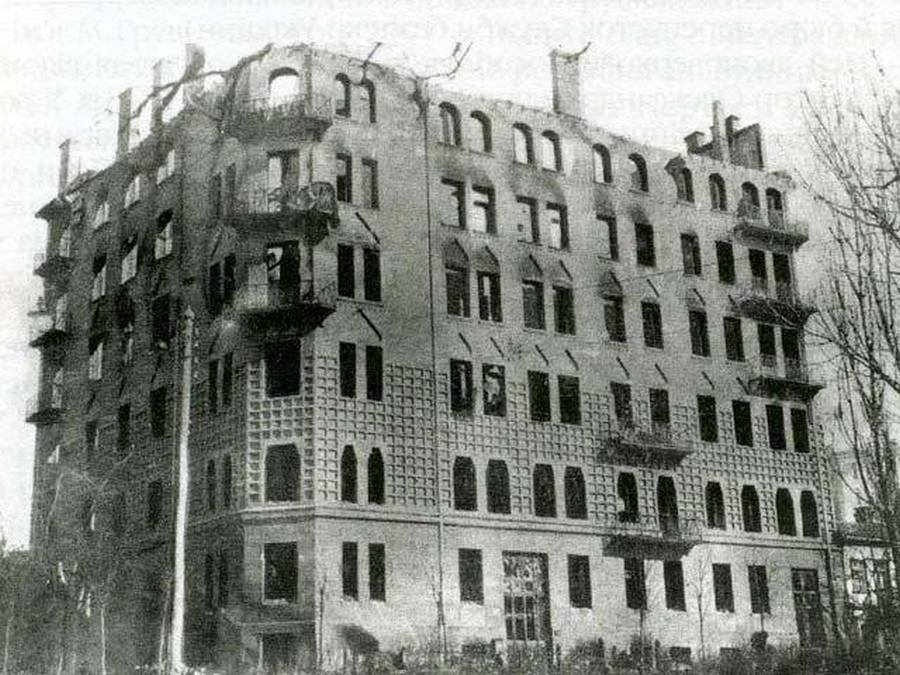
A casa de Hrushevsky após o bombardeio

Na Praça Duma (hoje Maidan Nezalezhnosti), Muravyov foi recebido por uma delegação do conselho municipal liderada pelo então prefeito Yevhen Ryabtsov. Andriy Polupanov foi nomeado comandante de Kiev . Após entrar na cidade, seguindo a ordem, as tropas soviéticas atiraram em cerca de 5.000 civis declarados inimigos. Entre os mortos estavam apenas dois políticos: o secretário de Assuntos Fundiários da RPU, Oleksandr Zarudny, e o deputado do Conselho Central da RPU, Isak Pugach . Após a Operação Faustschlag na primavera de 1918, milhares de cadáveres semi-decompostos de civis foram descobertos em parques de Kiev  · . 